# Напуљ (округ)
Округ Напуљ (итал. Provincia di Napoli) је округ у оквиру покрајине Кампанија у јужној Италији. Седиште округа покрајине и највеће градско насеље је истоимени град Напуљ.
Површина округа је 1.171 км², а број становника 3.078.939 (2008. године).

## Природне одлике
Округ Напуљ чини средишњи део историјске области Кампаније. Он се налази у јужном делу државе, са изласком на Тиренско море на западу. Већи део округа обухвата јужни део плодне и густо насељене Кампањске равнице. Поред тога, у средишњем делу округа пружају се усамљена узвишења - вулкан Везув и Флегрејско побрђе.
Испред обале Напуљ округа налази се неколико малих острва, која њему припадају. Она су туристички веома цењена и позната, посебно већа од њих - Капри и Искија и Прочида. 

## Становништво
По последњим проценама из 2008. године у округу Напуљ живи преко 3 милиона становника, односно више од половине становништва Кампаније (а округ заузима мање од 10% површине покрајине). Густина насељености је огромна, преко 2.500 ст/км². У ствари, већи део округа је урбано подручје града Напуља, а само крајње источни део округа није део ове велике урбане зоне.
Поред претежног италијанског становништва у округу живе и известан број досељеника из свих делова света.

## Општине и насеља
У округу Напуљ постоји 92 општине (итал. Comuni).
Најважније градско насеље и седиште округа је град Напуљ (966.000 ст.) у средишњем делу округа. Ако се изузму велика предграђа Напуља онда је други по величини град Торе дел Греко (90.000 ст.) у јужном делу округа, атрећи Нола (33.000 ст.) у источном делу округа.